# 前田 (酒販チェーン)
株式会社前田（まえだ、MAEDA CO.,LTD.）は、大阪府池田市に本社を置く酒類販売店・「酒の楽市」（さけのらくいち）を運営する企業であった。

## 概要
本社のある池田市、豊中市、箕面市といった北摂地区をメイン地盤に大阪市内や大阪府北部地区、兵庫県の阪神地区等の周辺地区に広がる形を取っており、所謂ドミナント戦略が取られている模様ながら、2001年に福岡県への出店も行った。運営する店舗の大半が「酒の楽市」となるが、「業務スーパー」も数店舗運営していた。
2006年9月には同業で首都圏地盤の「酒市場ヤマダ」を運営する株式会社ボン・サンテと提携した。
しかし、2008年2月15日に大阪地方裁判所に民事再生法の適用を申請し、同日に保全命令を受けた。帝国データバンクによると負債総額は109億7200万円とされる。その後、同年6月24日に株式会社やまやとの間で事業譲渡に締結し、株式会社前田を分割会社、新たにやまやの子会社として楽市株式会社を7月24日に設置し承継会社とし、10月1日に吸収分割が実施された。
2008年10月1日以降については、やまや関西を参照。

## 沿革
- 1921年（大正10年） - 創業。
- 1972年（昭和47年）8月23日 - 株式会社前田商店（まえだしょうてん）設立。
- 1978年（昭和53年） - 楽市シティーマート石橋店オープン。
- 1997年（平成9年） - 株式会社前田に商号変更。
- 2001年（平成13年） - 近畿地区以外の初出店となる楽市 志免店をオープン。
- 2006年（平成18年） - ボン・サンテと提携。
- 2008年（平成20年）
  - 2月15日 - 民事再生法適用を申請。
  - 6月24日 - 「株式会社やまや」との間で事業譲渡に締結、株式会社前田は分割会社となる。
  - 7月24日 - 楽市株式会社が設置され、承継会社となる。
  - 10月1日 - 「株式会社やまや」との間で吸収分割が実施される。

## 店舗
（2008年1月時点）

### 大阪府
- 池田市 - 3店舗
- 豊中市 - 6店舗
- 箕面市 - 3店舗
- 大阪市 - 14店舗
- 吹田市 - 4店舗
- 枚方市 - 3店舗
- 高槻市 - 2店舗
- 豊中市、茨木市、門真市 - 各1店舗

### 兵庫県
- 尼崎市 - 7店舗
- 西宮市 - 3店舗
- 神戸市 - 7店舗
- 宝塚市 - 3店舗
- 伊丹市 - 2店舗
- 川西市、三田市、芦屋市、川辺郡 - 各1店舗

### 福岡県
- 福岡市 - 2店舗
- 春日市、糟屋郡 - 各1店舗